# Garden City (Michigan)
Garden City è una città della Contea di Wayne, nello Stato del Michigan. La popolazione nel 2010 era di 27 692 abitanti. Fa parte della regione metropolitana di Detroit.